# Oriana Fallaci
Pour les articles homonymes, voir Oriana.
 (novembre 2022).
Si vous disposez d'ouvrages ou d'articles de référence ou si vous connaissez des sites web de qualité traitant du thème abordé ici, merci de compléter l'article en donnant les références utiles à sa vérifiabilité et en les liant à la section « Notes et références ».
Oriana Fallaci est une essayiste et journaliste italienne née le 29 juin 1929 à Florence et morte le 15 septembre 2006 dans la même ville. Elle a été maquisarde dans la Résistance italienne contre Benito Mussolini pendant la Seconde Guerre mondiale. Fallaci a eu beaucoup de succès dans sa carrière, en interviewant des célébrités et des hommes d'État du monde entier. Elle a également déclenché plusieurs discussions autour de ses romans, qui touchaient des thématiques telles que l'avortement, le rôle de la femme dans la société, l'homosexualité, l'intégration raciale, la guerre, l'oppression dictatoriale. Laïque de gauche[réf. nécessaire], elle a suscité de fortes polémiques après les attentats du 11 septembre 2001 à cause de ses prises de position contre l'islam, qui ont obtenu l'approbation de conservateurs italiens mais lui ont valu des accusations d'islamophobie.

## Carrière et biographie

### L'enfance dans la Résistance
Pendant la Seconde Guerre mondiale, le père d'Oriana Fallaci, Edoardo Fallaci, ébéniste à Florence, en Italie, fut un activiste politique luttant dans la Résistance pour mettre un terme à la dictature fasciste de Benito Mussolini. Il fit participer la petite Oriana au groupe armé Giustizia e Libertà sous le prénom d'Emilia. Pendant l'occupation nazie de Florence, Edoardo fut capturé et torturé par les nazis à la Villa Triste. Pendant ce temps, Oriana participe au transport de munitions, et accompagne les prisonniers anglo-américains ayant échappé aux forces de l'Axe vers le front des Alliés. C'est à cette période qu'Oriana Fallaci fut exposée aux atrocités de la guerre. En récompense de son engagement, elle reçut par la suite une attestation à la valeur par l'Armée italienne. Elle passe son bac au lycée classique « Galilée » avec mention.

### Débuts dans le journalisme
Oriana Fallaci commence sa carrière de journaliste à l'âge de 17 ans, devenant, en 1950, envoyée spéciale pour le journal Il mattino dell'Italia centrale. En 1954, elle est embauchée par Arrigo Benedetti, directeur du magazine L'Europeo. Elle collabore à la section fatti romani (« faits romains ») axée sur la vie des célébrités du cinéma et de la « Jet Set » romaine : Anna Magnani, Marcello Mastroianni, Federico Fellini. Pour L'Europeo, elle interviewe, parmi d'autres, Paul Newman, Sean Connery, Alfred Hitchcock. Le volume I sette peccati di Hollywood (« Les sept péchés d'Hollywood ») est issu de cette époque. C'est à cette époque qu'elle connaît son premier amour, son collègue Alfredo Pieroni ; elle a une relation sentimentale avec lui et, malheureusement, a une fausse couche.

### Les missions à l'étranger
En 1960, elle est envoyée par L'Europeo en Orient pour parler de la condition féminine. Le reportage Viaggio intorno alla donna (« Voyage autour de la femme ») deviendra ensuite le volume Le Sexe inutile. Son premier roman, Pénélope à la guerre, publié en 1962, revendique le rôle de la femme dans la société. Le volume Se il sole muore (« Si le soleil meurt ») recueille les interviews des astronautes et des savants de la NASA, dont Wernher von Braun. En 1967, elle demande à devenir correspondante de guerre au Viêt Nam. Ses articles sont achetés et traduits par plusieurs journaux dans le monde entier. Dans le volume La Vie, la guerre et puis rien elle retranscrit ses conversations avec des soldats américains, qui confessent leurs désirs et leurs faiblesses. En plus de la retranscription, Fallaci critique dans ce volume les deux belligérants, c'est-à-dire à la fois l'armée américaine et les Việt Cộng. En 1968, elle est blessée au Mexique lors du massacre de Tlatelolco et contribue ensuite à attirer l'attention internationale sur cet évènement.

### Interviews et romans célèbres
Pendant les années 1970 et 1980, elle interviewe de nombreux chefs d'État et personnalités internationales tels qu'Henry Kissinger, le Shah d'Iran, l'ayatollah Khomeini, Willy Brandt, Lech Wałęsa, Zulfikar Ali Bhutto, Ariel Sharon, Walter Cronkite, le colonel Kadhafi, Sammy Davis, Jr., Nguyễn Cao Kỳ, Yasser Arafat, Indira Gandhi, Alexandros Panagoulis, l'archevêque Makários III, Golda Meir, Nguyễn Văn Thiệu, Haile Selassie. Certaines de ces interviews sont recueillies dans le volume « Entretiens avec l'histoire » (1974). Dans la préface, elle déclare : 

« Que cela vienne d'un souverain despotique ou d'un président élu, d'un général assassin ou d'un leader adoré, je vois le pouvoir comme un phénomène inhumain et détestable... J'ai toujours considéré la désobéissance envers l'oppression comme la seule façon de profiter du miracle d'être né »

Henry Kissinger, conduit à admettre que la guerre au Viêt Nam avait été « inutile », déclarera plus tard que son interview avec Fallaci avait été « la conversation la plus désastreuse jamais eue avec un journaliste ». L'interview avec l'ayatollah Khomeini, où Fallaci se dévoile en sa présence, sera citée lors de ses prises de position sur l'islam dans les années 2000 : 

« OF- [...] S'il vous plaît, Imam, j'ai encore bien des choses à vous demander. De ce « chador » par exemple, qu'on m'a imposé pour venir vous voir et que vous imposez aux femmes, dites-moi : pourquoi obligez-vous les femmes à se cacher comme des ballots dans un vêtement inconfortable et absurde, à cause duquel on ne peut ni travailler ni rien faire ? Pourtant même ici les femmes ont démontré être à la hauteur des hommes, comme les hommes elles se sont battues, elles ont été emprisonnées, torturées, elles ont fait la Révolution comme les hommes.
AK- Les femmes qui ont fait la Révolution n'étaient que des femmes qui portaient le vêtement islamique, pas des femmes élégantes et maquillées comme vous, qui se promènent en décolleté en attirant une cohorte d'admirateurs. Les coquettes qui se maquillent et sortent de chez elles en montrant le cou, les cheveux, leurs formes, n'ont pas combattu le Shah. Celles-là n'ont jamais rien fait de bon, elle ne savent jamais se rendre utiles [...]
OF- Ce n'est pas vrai, Imam, mais de toute façon, je ne fais pas référence qu'au vêtement, mais à ce qu'il représente, c'est-à-dire la ségrégation dans laquelle les femmes ont été forcées après la révolution. Le fait même qu'elles ne puissent pas étudier à l'université avec les hommes, par exemple, ni travailler avec les hommes, ni se baigner à la piscine avec les hommes. Elles doivent plonger avec leur « chador », comment peut-on nager avec le « chador » ?
AK- Cela ne vous regarde pas, nos coutumes ne vous regardent pas. Si vous n'aimez pas le vêtement islamique, vous n'êtes pas obligée de le mettre, car le vêtement islamique est pour les jeunes filles et les femmes bien.
OF- C'est très gentil, Imam, je vais donc me débarrasser tout de suite de ce stupide chiffon moyenâgeux. Voilà »

Son livre Lettre à un enfant jamais né (1975) déclenche une polémique en ce qu'il semble défendre une position peu favorable à l'avortement. À ce moment-là, Fallaci soutient pourtant le Parti radical italien, qui prônait la légalisation de l'avortement (loi 194/1978).
Elle noue en août 1973 une relation avec Alexandre Panagoulis, homme politique et poète grec, leader de la lutte contre la dictature des colonels ; elle sera sa compagne jusqu'à la mort de celui-ci, le 1er mai 1976. Le roman Un homme (1979) raconte la vie de Panagoulis depuis l'attentat raté du 13 août 1968 contre Geórgios Papadópoulos jusqu'à sa mort.
En 1983 elle publie Inshallah, consacré à la mission italienne à Beyrouth au sein de la force multinationale entre 1982 et 1984.
Elle obtient son doctorat ès lettres au Columbia College de Chicago. Elle tient des séminaires à l'université de Chicago, de Yale, d'Harvard et de Columbia.
Fallaci a reçu deux fois le prix Saint-Vincent du journalisme, ainsi que le prix Bancarella en 1971 pour La vie, la guerre et puis rien, le prix Viareggio en 1979 pour Un homme, le prix Antibes en 1993 pour Inchallah.
Ses écrits ont été traduits en vingt et une langues dont l'anglais, le russe, l'espagnol, le français, le néerlandais, l'allemand, le grec, le suédois, le polonais, le croate, le persan et le slovène.

### Les dernières années

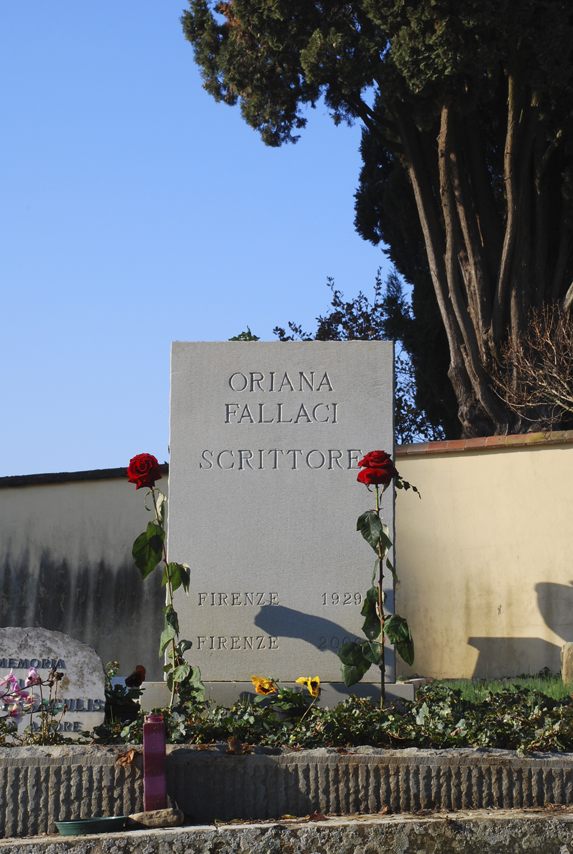
Tombe d'Oriana Fallaci au cimetière des Allori de Florence.

Elle vit plusieurs mois de l'année à New York, où elle travaille en isolement à son dernier roman, Un cappello pieno di ciliege. Elle sort de son isolement à la suite des attentats du 11 septembre 2001. Le 15 septembre 2001 elle publie un article dans le Corriere della sera, intitulé La rabbia e l'orgoglio (« La rage et l'orgueil »), où elle dénonce, en les traitant de « cigales », les Occidentaux qui avaient déclaré que les États-Unis « méritaient » les attentats. À partir de cet article, elle publie deux volumes, La Rage et l'Orgueil et La Force de la raison, où elle se qualifie de « Cassandre » et prédit l'autodestruction de la civilisation occidentale, trop faible devant les coups de l'islam. Elle prend position contre l'islam en le décrivant comme une religion liberticide, et défend le droit à l'existence d'Israël tout en comparant l'islam au nazisme et au fascisme. La rage et l'orgueil est la meilleure vente de l'année 2002 en Italie atteignant le chiffre de plus d'un million d'exemplaires vendus. En France, les éditeurs Gallimard et Grasset refusent de publier l'ouvrage avant que les éditions Plon ne signent. Dès novembre 2002, les ventes en France dépassent les 160 000 exemplaires.
Alors qu'elle avait commencé sa carrière dans la presse de gauche laïque, la journaliste se rapproche de l'Église catholique et des positions de la droite. Se définissant comme « une athée chrétienne », elle était avec Giuliano Ferrara une des grandes figures des « athées dévots », un mouvement intellectuel italien qui partage le constat d'une nécessité « vitale » pour l'Europe de renouer avec ses « racines chrétienne »». En 2002, lors du « Forum social » à Florence, elle entre dans une polémique virulente avec le mouvement « no global ». En 2005, Fallaci est reçue en audience privée par Benoît XVI.
Elle meurt d'un cancer des poumons à Florence, à l'âge de 77 ans, dans la nuit du 14 au 15 septembre 2006. Elle attribuait son cancer à des gaz toxiques respirés pendant la guerre d'Irak[réf. nécessaire]. En héritage, Oriana Fallaci a donné à l'université pontificale du Latran tout son patrimoine culturel, à savoir sa bibliothèque entière.
À sa mort en 2006, elle jouit en Italie d'une grande popularité. Le Corriere della Sera lui consacre huit pages et le titre de Maurizio Belpietro, relatif à ses positions contre l'islamisme radical : « Oriana Fallaci aveva ragione » (« Oriana Fallaci avait raison »), est repris par de nombreuses publications.
Un parc public, le Giardino Oriana Fallaci dans le centre-ville de Milan, près de Viale Beatrice d'Este, lui est dédié.

## Prises de position
À la fin de sa vie, Oriana Fallaci a reçu une attention médiatique particulière en raison de ses vives critiques de l'islam et des musulmans, en particulier après les attentats du 11 septembre 2001. Son point de vue est précisé dans deux essais, La Rage et l'Orgueil et La Force de la raison. De nombreuses formulations de son essai La Rage et l'Orgueil (Plon, 2002) lui sont reprochées, comme « il y a quelque chose, dans les hommes arabes, qui dégoûte les femmes de bon goût », ou encore : « Au lieu de contribuer au progrès de l’humanité, [les fils d'Allah] passent leur temps avec le derrière en l'air à prier cinq fois par jour. ». Dans cet ouvrage, les musulmans sont également comparés à des « nouveaux croisés » et elle affirme que les imams sont « d'une manière ou d'une autre les guides spirituels du terrorisme ». À propos des mosquées elle écrit que « surtout en Italie […] elles grouillent jusqu'à la nausée de terroristes ou aspirants terroristes ». Elle affirme enfin que les Arabes sous couvert de migrations envahissent l'Europe pour propager l'islam et elle conclut en affirmant que les musulmans « se multiplient comme des rats ».
Elle propage une théorie du complot selon laquelle les immigrés sans-papiers seraient financés par Oussama ben Laden et la Maison royale saoudienne afin « d’établir des têtes de pont aussi en Italie et de mieux recruter les terroristes de al-Qaeda » et de faire avancer « une conquête territoriale identique à celle qui, pendant plus de sept siècles, eut lieu dans la péninsule ibérique ». Elle croit en la théorie du complot Eurabia.
Dans La Force de la raison, publié en France en 2004, Oriana Fallaci prend la défense de deux négationnistes, Robert Faurisson et Gaston-Armand Amaudruz, qu'elle qualifie d'« historiens ». Si elle concède qu'ils sont « révisionnistes », elle considère que « revoir l'histoire » est légitime, qu'il s'agit de « la raconter d'une façon différente de la version officielle » et regrette que cela soit « interdit de nos jours »,.

## Soutiens
Le philosophe Alain Finkielkraut déclare dans Le Point : « Oriana Fallaci a l'insigne mérite de ne pas se laisser intimider par le mensonge vertueux. Elle met les pieds dans le plat, elle s'efforce de regarder la réalité en face. Elle refuse le narcissisme pénitentiel qui rend l'Occident coupable de ce dont il est victime. Elle prend au mot le discours et les actes des adversaires. Mais, comme elle en a gros sur le cœur, elle va trop loin. Elle écrit avec des pataugas. Elle cède à la généralisation. Elle ne résiste pas à la tentation d'enfermer ceux qu'elle appelle les fils d'Allah dans leur essence mauvaise. » Il dira aussi « qu’en écrivant que « se multiplient comme des rats », Oriana Fallaci succombe à la tentation raciste et qu’elle est inexcusable ». De son côté, le sociologue Pierre-André Taguieff écrit : « Fallaci vise juste, même si elle peut choquer par certaines formules ».
Oriana Fallaci a reçu le soutien de partis politiques et de mouvements tels la Ligue du Nord en Italie. Elle a été élue « Femme de l'année 2006 » par Front Page Magazine, web-magazine américain néo-conservateur publié par David Horowitz. Robert Misrahi l'a également soutenue dans Charlie Hebdo, estimant qu'« Oriana Fallaci fait preuve de courage intellectuel ».

## Critiques
Un journaliste de renom de Florence, Tiziano Terzani, exprime ses réticences vis-à-vis de l'approche d'Oriana Fallaci dans son livre La Rage et l'Orgueil dans une lettre ouverte publiée dans le quotidien Corriere della Sera. L'historien des croisades Franco Cardini lui répond également dans son livre La paura e l’arroganza (« La peur et l'arrogance »).
Elle a été particulièrement critiquée par des organisations musulmanes et des partis de gauche, notamment en France.
Daniel Lindenberg dans son essai Le Rappel à l'ordre : Enquête sur les nouveaux réactionnaires (2002) estime que le « brûlot » d'Oriana Fallaci est d'une telle violence « que le seul précédent qui vienne à l'esprit [est] Céline parlant des Juifs », en particulier « l'obsession antisémite de Bagatelles pour un massacre ».

## Affaires judiciaires
Le MRAP, la LDH et la LICRA saisissent le juge des référés du tribunal de Paris à la parution de La rage et l'orgueil, le MRAP pour obtenir l'interdiction du livre, les autres demandant l'insertion d'un avertissement au lecteur en tête de l'ouvrage disant qu'« il ne faut pas confondre islamistes et musulmans ». Les associations ont été déboutées pour vice de procédure.
Oriana Fallaci faisait l'objet de poursuites pénales en Suisse pour propos discriminatoires à l'égard des musulmans ; l'office fédéral de la justice (OFJ) avait demandé en novembre 2002 à l'Italie de la poursuivre.

## Œuvres
- (it) I sette peccati di Hollywood, Milan, Longanesi, 1958, 270 p. (ISBN 88-17-02836-3, présentation en ligne)
- Le sexe inutile; voyage autour de la femme [« Il sesso inutile »] (trad. Frances de Dalmatie), Milan, Rizzoli, 1961, Paris, Julliard,, 1961, 253 p. (présentation en ligne)
- Pénélope à la guerre [« Penelope alla guerra »] (trad. Claude-Antoine Ciccione), Paris, La Table ronde, 1963 (présentation en ligne)
- Les abusifs [« Gli Antipatici »] (trad. Henriette Valot), Paris, Buchet Chastel, 1969 (présentation en ligne)
- Se il sole muore, Milan, Rizzoli (littéralement : Si le soleil meurt), 1965, réédité en 1994 aux éditions Rizzoli
- La Vie, la guerre et puis rien (Niente e così, sia, 1969), traduit par Jacqueline Remillet, Paris, Robert Laffont, 1970, réédition Paris, Les Belles Lettres, 2020, 460 p.
- Quel giorno sulla Luna, Milan, Rizzoli, 1970
- Entretiens avec l'histoire (Intervista con la Storia, Milan, Rizzoli,1974), recueil d'interviews, Paris, Flammarion, 1992
- Lettre à un enfant jamais né (Lettera a un bambino mai nato, Milan, Rizzoli,1975), traduit par Charles Wagner, Paris, Flammarion, 1976
- Un homme [« Un uomo »] (trad. Bruno Granozio et Denis Bougeois), Milan, Rizzoli, 1979, Paris, Grasset, 2004 (1re éd. 1981), 671 p. (ISBN 2-246-25393-4)
- Inchallah : roman [« Insciallah »] (trad. de l'italien par Victor France), Milan, Rizzoli, 1990, Paris, Gallimard, 1994 (1re éd. 1992), 871 p. (ISBN 2-07-038895-6)
- La rage et l'orgueil [« La rabbia e l'orgoglio »] (trad. de l'italien), Milan, Rizzoli, 2001, Paris, Plon, 2002 (1re éd. 2001), 194 p. (ISBN 2-259-19712-4)
- Oriana Fallaci intervista Oriana Fallaci (littéralement : Oriana Fallaci interviewe Oriana Fallaci), paru dans le Corriere della Sera en aout 2004
- La force de la raison [« La Forza della Ragione »] (trad. de l'italien par Victoire Simon), Milan, Rizzoli, 2004, Monaco, Éditions du Rocher, 2004, 231 p. (ISBN 2-268-05264-8)
- Oriana Fallaci intervista sé stessa - -L'Apocalisse (littéralement : Oriana s'interviewe elle-même - L'Apocalypse), New York, Rizzoli, 2004
- (it) Un cappello pieno di ciliege : una saga, Milan, Rizzoli, 2009 (ISBN 978-88-17-03496-8)

## Films sur Oriana Fallaci
- 2015 : Oriana Fallaci (it) (L'Oriana) de Marco Tullio (it) : Oriana Fallaci
- 2025 : Miss Fallaci (it) (téléfilm)